# لوتشيانو لوسي
لوتشيانو لوسي (بالإيطالية: Luciano Luci)‏ هو لاعب كرة قدم وحكم كرة قدم إيطالي، ولد في 2 أغسطس 1949 في كامبيجليا ماريتيما في إيطاليا.